# Réglementation thermique en France
 (septembre 2015).
La réglementation thermique française est celle cadrant la thermique des bâtiments pour les constructions neuves en France. Elle a pour but de fixer une limite maximale à la consommation énergétique des bâtiments neufs pour le chauffage, la ventilation, la climatisation, la production d’eau chaude sanitaire et l'éclairage. 
Avant le Grenelle de l'environnement, étaient envisagées (après la RT 2000 et la RT 2005) les RT 2010, 2015 et 2020 ; chaque nouvelle réglementation devant améliorer de 15 % les performances énergétiques par rapport à la précédente. Le Grenelle a ensuite fixé comme objectif « une baisse des consommations à un rythme moyen de 3 % par an pour le parc des bâtiments anciens d'ici 2020 (équivalent de la baisse annoncée de 38 % sur dix ans) », ce qui ne sera possible qu'avec un effort porté sur la rénovation (thermique notamment) des bâtiments anciens. La réglementation thermique 2012 (RT 2012) succède à plusieurs versions antérieures, aux exigences et aux champs d'application croissants (réglementation thermique 1974 (RT 1974 ou RT74) puis 1982, 1988, 2000, 2005). 
Elle est remplacée à partir de 2022 par la réglementation environnementale 2020 (RE 2020) , qui introduit une innovation majeure : elle ne contrôle plus seulement la consommation énergétique des bâtiments neufs, mais aussi leur bilan carbone, en incluant l'analyse du cycle de vie des matériaux et équipements employés.

## RT au XXe siècle
À la suite du premier choc pétrolier de 1973, le premier ministre Pierre Messmer instaure, par décret, la première réglementation thermique en France en 1974.

### RT 1974
Après le décret du 10 avril 1974, la RT 1974 s'applique, dès le 1er mai 1974, aux bâtiments neufs d'habitation ou aux projets de construction (avec permis de construire ou déclaration préalable de travaux), imposant une isolation thermique des parois et un réglage automatique des installations de chauffage. La RT 1974 créait un coefficient G des « déperditions thermiques » par les parois du bâtiment. Ce coefficient est exprimé en watts par mètre cube et par degré Celsius (W/m3 .°C). Une maison a un coefficient G de : 3 pour une non isolée, 1,5 pour une RT 2005 électrique, 0,35 pour une RT 2012. La valeur de ce coefficient ne devait pas dépasser un certain seuil suivant l'une des trois zones définies en France (A (froide) à C (chaude)) et de l'une des deux phases. Ces dernières étaient le 1er mai 1974 pour la 1re phase (« coefficient G » de 2,30 à 2,90 pour une maison de moins de 150 m2) et après le 1er juillet 1975 pour la 2e phase avec un coefficient G réduit (coefficient G de 1,60 à 2,00 pour une maison de moins de 150 m2) par rapport à la première phase,,,.
L'objectif de la RT 1974 est une réduction de la consommation énergétique de 25 % (225 kWh/m2 .an) par rapport à une estimation énergétique sur les bâtiments construits suivant les normes en vigueur entre les années 1950 et 1973 (300 kWh/m2 .an.). Lors de cette première RT 1974, l'isolation des murs se faisait principalement par lame d'air et l'isolation des toitures par un matériau isolant de 4 à 6 cm d'épaisseur.

### 1976
À l'automne 1976, l'isolation thermique devient obligatoire, dans les bâtiments en construction qui ne sont pas destinés à usage d'habitation mais seront chauffés, à la suite de l'arrêté du 12 mars 1976.

### 1980
À l'automne 1980 est créé le label Haute isolation thermique par arrêté du 4 novembre 1980. Sur demande de maîtres d'ouvrage, ce label est attribué aux bâtiments d'habitation faisant partie de programmes immobiliers après vérification de l'isolation requise pour la construction. Le « coefficient G » passe de 1,00 à 1,10 pour une maison de moins de 150 m2 dont le chauffage fonctionne pour la moitié de sa puissance en électricité et un coefficient G de 1,20 à 1,40 pour la même surface de maison mais un chauffage par électricité moindre ou absent.
Les niveaux d’isolation de ce label deviennent obligatoires pour tous les logements en 1982.

### RT 1982
À la suite du deuxième choc pétrolier de 1979, est appliquée en 1982 la RT 1982, qui renforce la réglementation thermique avec la publication de l'arrêté du 24 mars 1982 relatif aux équipements et caractéristiques thermiques des bâtiments d'habitation et de l'arrêté du 24 mars 1982 relatives a l’aération des logements : aération générale ou permanente, aération permanente pouvant être limitée a certaines pièces. L'objectif  de cette nouvelle RT est la réduction des besoins de chauffage des logements neufs. Elle prend également en compte les apports (internes et externes, comme l'énergie solaire) et l'occupation, avec l'apparition du coefficient B. L'objectif de la RT 1982 est une réduction de la consommation énergétique de 20 % (170 kWh/m2 .an) par rapport à la RT 1974 (225 kWh/m2 .an),,,

### RT 1988
La troisième réglementation thermique date de 1988. Elle s'applique aux bâtiments neufs résidentiels et non-résidentiels. L'objectif de cette version est la réduction des consommations énergétiques pour l'eau chaude sanitaire et le chauffage pour les logements neufs. L'introduction du « coefficient C[Quoi ?] » répond à la recherche de l'optimum économique.

### RT 2000
La quatrième réglementation thermique, dont l'arrêté d'application date du 29 novembre 2000, s'applique aux bâtiments neufs résidentiels (consommation maximale réduite de 20 % par rapport à la RT 1988 afin de ne pas dépasser 130 kWh/m2 .an) et tertiaires (consommation maximale réduite de 40 %).

## RT 2005
La cinquième réglementation (RT 2005) date du 2 septembre 2006. Par rapport à la RT 2000, elle demande une amélioration de 15 % de la performance thermique afin de ne pas dépasser 90 kWh/m2 .an et s'applique aux bâtiments neufs et aux parties nouvelles.
La RT 2000, puis la RT 2005, correspondent à l'application de la loi no 96-1236 du 30 décembre 1996 sur l’air et l’utilisation rationnelle de l’énergie. Elle est constituée du décret no 2000-1153 du 29 novembre 2000 et de divers arrêtés qui fixent principalement :
- les caractéristiques thermiques minimales ;
- la méthode de calcul de la consommation conventionnelle d’énergie d’un bâtiment ;
- les caractéristiques thermiques de référence pour le calcul de la consommation conventionnelle d’énergie de référence.

La RT 2005 s'applique :
- aux bâtiments neufs et aux parties nouvelles mais pas aux travaux de rénovation[16] (y compris aux maisons individuelles) ;
- situés en France métropolitaine[17] ;
- dont le permis de construire a été déposé après le 1er septembre 2006, mais avant le 31 décembre 2012 (RT 2000 : entre le 2 juin 2001 et le 1er septembre 2006)[18].

Le principe de la RT 2005 est de comparer le bâtiment étudié à un bâtiment de référence, semblable géométriquement, mais aux caractéristiques techniques prédéfinies dans la réglementation.

### Objectif
Le bâtiment étudié doit être plus performant que le bâtiment de référence, c'est-à-dire être mieux isolé et consommer moins d'énergie.
Le niveau d'isolation est caractérisé par la quantité d'énergie thermique traversant les parois déperditives (murs, plancher bas et plafond) lorsque l'écart de température entre l'intérieur et l'extérieur du bâtiment vaut 1 °C, par unité de temps et rapportée à la surface d'enveloppe du bâtiment, notée Ubât et exprimée en W/m2 .K.
Dans le but de comparer des installations utilisant des sources d'énergie différentes (gaz et électricité par exemple), la consommation dans la réglementation thermique française s'exprime en énergie primaire qui est égale à l'énergie finale ajoutée à toutes les pertes d'énergie. Le compteur électrique indique la consommation d'énergie finale électrique en kilowatts-heures. La conversion est conventionnelle, 1 kWh d'énergie finale électrique vaut 2,58 kWh d'énergie primaire, ou kWhep. Pas de conversion pour le bois et 1 kWh hydrocarbure = 1 kWh d'énergie primaire. 1 kWh bois dans le cadre du label Bâtiment basse consommation Effinergie vaut 0,6 kWh d'énergie primaire.
Selon le type de bâtiment (habitation, tertiaire...), les consommations prises en compte ne sont pas les mêmes. En maison individuelle, on prend en compte le chauffage, la climatisation, la ventilation, la production d'eau chaude sanitaire et l'éclairage.
, 
La grandeur de comparaison Cep, exprimée en kWh/m2 .an, est la quantité d'énergie primaire consommée en un an, rapportée à la surface hors œuvre nette. Elle est calculée en fonction du niveau d'isolation du bâtiment, des performances des équipements de la maison, des conditions climatiques locales, et selon un scénario d'utilisation du bâtiment au cours d'une année.
Quelques autres exigences sont vérifiées à chaque étude thermique mais sont secondaires[Lesquelles ?].
Dans la pratique, le Centre scientifique et technique du bâtiment (CSTB) édite les règles de calcul ainsi qu'un moteur de calcul informatique. Les éditeurs de logiciels ou les bureaux d'études thermiques réalisent alors une interface d'utilisation, et doivent recevoir un agrément du CSTB pour commercialiser ou utiliser leur logiciel.

#### Coefficients de pondération
La France est répartie en huit zones climatiques, qui sont regroupées en trois zones hiver (période de chauffage) : H1, H2 et H3, et quatre zones d'été (période de non chauffage) : a, b, c et d. À ces zones correspondent des coefficients de rigueur climatique, qui pour la RT 2005 varient de 0,8 proche de la Méditerranée à 1,3 au nord de la France.
S'y ajoute un coefficient d'altitude, qui vaut 0,1 si l'altitude du bâtiment est comprise entre 400 et 800 mètres et 0,2 à plus de 800 mètres. Le calcul de la limite de consommation est alors : 50 × (coefficient de rigueur climatique + coefficient d’altitude). Il permet également d'attribuer l'étiquette (A à G).
Par exemple, un logement obtient l'étiquette A si sa consommation d'énergie primaire par an est inférieure à 40 kWh/m2 avec coefficients minimums[source insuffisante] ou inférieure en énergie primaire à 75 kWh/m2 avec coefficients maximums. Pour les habitations, la surface est celle habitable même non chauffée. Pour les non habitations, la surface est celle utile brute qui est égale à la SHON moins les éléments structuraux (poteaux, murs extérieurs…) et aussi retrancher les circulations verticales.

#### Coefficient d'énergie primaire
Le rapport entre l'énergie primaire et l'énergie finale qu'est l'électricité, est le coefficient d'énergie primaire (CEP ; en anglais primary energy factor, PEF). Bien qu'il repose en partie, pour les énergies fossiles et le nucléaire, sur des éléments mesurables, sa valeur incorpore également des éléments de nature conventionnelle : l'Agence internationale de l'énergie attribue aux énergies renouvelables non thermiques (hydraulique et marémotrice, éolienne, solaire photovoltaïque) un CEP égal à 1.
En France, le CEP a été fixé, pour les besoins de la réglementation thermique, à 2,58 par un arrêté en 2006,,, alors qu'en Allemagne, il est fixé à 1,8 du fait de la part plus élevée de l'éolien et du solaire.
Comme tout coefficient établi sur des fondements pour partie subjectifs, ce coefficient de 2,58 fait l'objet de critiques,, notamment de Brice Lalonde.
La réglementation RE2020 modifie ce CEP. En ce qui concerne l'électricité utilisée pour le chauffage et la réglementation des bâtiments neufs correspondante, une révision du CEP est décidée en 2020 dans le cadre de la programmation pluriannuelle de l'énergie : « le gouvernement a tranché sur le facteur de conversion en énergie primaire de l’électricité [...]. Ce facteur de conversion sera fixé à 2,3 ». Bien que supérieur à la valeur de 2,1 recommandée par la directive européenne 2018/2002, l'association négaWatt estime que ce nouveau coefficient favorisera dans le bâtiment l'usage de l'électricité pour le chauffage et réduira les efforts d'isolation. L'association Équilibre des énergies y voit au contraire une avancée, car cette mesure devrait réduire le recours aux combustibles fossiles,.

#### Réduction de la consommation d'énergie
En appliquant les méthodes décrites dans la RT 2005, on calcule une consommation d'énergie de référence (Cepréf). On applique ensuite les mêmes méthodes de calcul pour chiffrer la consommation d'énergie du bâtiment à évaluer, en utilisant ses propres caractéristiques thermiques. Le bâtiment respecte la RT 2005 notamment si sa consommation est inférieure à celle du bâtiment de référence

#### Maîtrise de la température atteinte en été
La réglementation thermique 2005 fixe une température intérieure conventionnelle, ou Tic, à ne pas dépasser en été et ce afin d'éviter l'utilisation excessive de climatisation lors de fortes chaleurs.
Le gouvernement impose qu'après cinq jours consécutifs de grosses chaleurs la température à l'intérieur de l'habitation ne dépasse pas 33 °C.

#### Performances thermiques des matériaux et équipements
La RT 2005 définit des caractéristiques thermiques de références ainsi que des caractéristiques thermiques minimales à respecter.
Ces caractéristiques thermiques sont :
- l'isolation thermique caractérisée par le coefficient de déperdition thermique (Ubât-ref) et exprimé en W/m2 .K[39] ;
- les apports de chaleurs solaires[40] ;
- la perméabilité à l'air[41] ;
- la ventilation[42] ;
- le chauffage[43] ;
- l'eau chaude sanitaire[44] ;
- l'éclairage des locaux[45]
- la transformation de l'énergie primaire[46].

Les caractéristiques thermiques de référence servent à calculer la consommation d'énergie de référence (Créf) et font l'objet de « garde-fous » à ne pas dépasser, rendant obsolètes certains systèmes constructifs.

### Labels
Il a été créé parallèlement à la RT 2005 des labels apportant une amélioration par rapport à ses objectifs de performance :
- HPE (haute performance énergétique) 2005, consommation maximale réduite de 10 % ;
- HPE EnR (HPE - énergie renouvelable) 2005, consommation maximale réduite de 10 %, avec utilisation d'énergie renouvelable ;
- THPE (très haute performance énergétique) 2005, consommation maximale réduite de 20 % ;
- THPE EnR 2005, consommation maximale réduite de 30 %, avec utilisation d'énergie renouvelable ;
- BBC (bâtiment basse consommation) 2005, consommation maximale à 50 kWhep/m2.an (à peu près 50 %) :

En 2009, sont apparus deux nouveaux labels applicables à la rénovation,.
- HPE rénovation 2009, consommation maximale à 150 kWhep/m2.an ;
- BBC rénovation 2009, consommation maximale à 80 kWhep/m2.an.

Les consommations maximales sont corrigées par un coefficient de rigueur climatique tenant compte de la zone géographique et de l'altitude. La surface est exprimée en mètres carrés SHON.

### Arrêté de 2007
En mai 2007, la réglementation thermique, par des arrêtés complémentaires, aborde le domaine de la rénovation, qu'elle soit totale ou partielle. 
Depuis la mi-mai 2007, l'arrêté du 3 mai 2007 rend obligatoire d'ajouter une isolation thermique ou d'améliorer l'isolation thermique existante lors de travaux de rénovation même partiels. Pour chaque élément susceptible d'être installé ou changé (d'où le nom de réglementation thermique par éléments), cet arrêté donne le critère de performance en thermique ou énergétique exigé pour le produit. Cette isolation ou amélioration de l'isolation existante est à faire lors de toute nouvelle installation d'isolation (à faire si elle n'existe pas pour une surface en contact avec l'extérieur) ou changement d'isolation pour les murs, planchers, toitures, fenêtres, portes. Ou alors d'amélioration énergétique (baisse de la consommation d'électricité ou de combustible) des équipements lors de toute nouvelle installation ou changement de chaudières, pompes à chaleur, radiateurs, chauffe-eau, climatisation, ventilation, éclairage des locaux d'un bâtiment chauffé,.

## RT 2012
La RT 2012, définie à la suite du Grenelle de l'environnement, devient la référence. Elle vise à diviser par trois la consommation énergétique des bâtiments neufs, en s'alignant sur le label BBC 2005, soit une consommation maximale de 50 kWhep/m2.an (ep = énergie primaire). Ces 50 kWh sont à moduler en fonction de la zone géographique, de l'altitude, de la surface habitable... Ils concernent les cinq usages : chauffage, rafraîchissement, eau chaude sanitaire, ventilation et les auxiliaires.
La RT 2012 a été publiée le 27 octobre 2010,, avec application le 28 octobre 2011 pour les bâtiments publics d'enseignement et d'accueil de la petite enfance, les bâtiments tertiaires et les bâtiments en zone ANRU. La généralisation aux autres bâtiments d'habitation neufs aura lieu le 1er janvier 2013. Une publication suivante devrait concerner l'ensemble des bâtiments restants, et de la réhabilitation des bâtiments existants. Selon le cabinet Xerfi l'investissement initial devrait augmenter de 15 à 20 % (dans le coût de construction, les premières années en raison notamment des formations nécessaire à l'éco-construction), et de 7 à 8 % selon le gouvernement (5 à 7 % dans l'habitat collectif, 7 % pour une maison individuelle et plus ou moins 10 % s'il y a appel au chauffage au bois). Ces augmentations devraient être largement compensées par les économies d'énergie.
Les entreprises du bâtiment, promoteurs et architectes doivent s'y préparer en 2010 et 2011, en faisant évoluer leurs pratiques : le maître d'ouvrage devra se munir d'une attestation montrant qu’il prend en compte la réglementation au moment du dépôt de la demande de permis de construire. Puis il devra, à la fin des travaux, fournir une attestation prouvant que le maître d’œuvre a également bien pris en compte la RT 2012. Un arrêté doit définir les labels HPE de la RT 2012 avant 2012, en préfiguration de la future RT 2020. L'étude des DPE produits entre 2007 et 2014 montre qu'après une baisse modérée des besoins de 42,3 % pour les biens construits entre 1960 et 2011, la RT 2012 a fait chuter les dépenses énergétiques de 60,6 % entre 2012 et 2014.
Un arrêté du 19 décembre 2014, publié au Journal Officiel du 26 décembre 2014 apporte une dérogation aux exigences de performance énergétique imposées par la RT 2012 : « l'arrêté modifie les textes réglementaires décrivant les exigences de performance énergétique pour les bâtiments neufs afin de limiter l'exigence de performance énergétique des bâtiments collectifs à 57,5 kWh/m2 .an jusqu'au 31 décembre 2017 au lieu du 31 décembre 2014 ». Une « carte vitale du logement » est également en projet en 2014 pour faciliter la réhabilitation des logements.
La RT 2012 est appliquée aux constructions neuves à partir du 28 octobre 2011 (date de dépôt du permis de construire) pour les bâtiments publics d'enseignement, d'accueil de la petite enfance et les bâtiments tertiaires (arrêté du 26 octobre 2010) ; elle est généralisée depuis le 1er janvier 2013 aux bâtiments d'habitation, universitaires d’enseignement et de recherche, hôtels, restaurants, commerces, gymnases et salles de sport y compris les vestiaires, établissements de santé, établissements d’hébergement pour personnes âgées, aérogares, tribunaux et palais de justice et bâtiments à usage industriel et artisanal (arrêté du 28 décembre 2012). La RT 2012 oblige les habitations neuves à consommer au maximum 50 kWhep/m2/an (exprimés en kilowatts-heures d'énergie primaire par surface thermique et par an). Cette valeur change notamment en fonction de la région et de l'altitude à laquelle l'habitation se situe. Cette consommation maximale définit le bâtiment basse consommation.
Elle impose aussi d’autres contraintes :
- la perméabilité à l’air des habitations neuves est limitée et contrôlée par mesure en fin de travaux. Cela définit l'étanchéité du bâtiment. Il doit perdre moins de 0,6 m3/h.m2 (maison individuelle) ou moins de 1 m3 (logement collectif) en une heure pour une surface de déperdition de 1 m2 (plancher bas exclu), exprimés à ±4 Pa de pression relative. Ce test consiste à mettre le logement en surpression et/ou dépression et mesurer les fuites grâce à une « fausse porte », c'est-à-dire un ventilateur piloté par ordinateur. Pour cela, toutes les bouches d’aération sont fermées ainsi que toutes les autres aérations prévues (portes, fenêtres, etc.) ;
- en résidentiel, la surface de baie doit être égale au minimum à un sixième de la surface habitable ;
- une maison individuelle doit utiliser de l'énergie renouvelable ou une solution alternative relativement écologique.

### Objectifs
Les objectifs de la RT 2012 sont de :
- réduire les consommations énergétiques et les émissions de gaz à effet de serre ;
- encourager le développement de nouvelles techniques ;
- contribuer à l'indépendance énergétique nationale.

La réglementation thermique votée le 12 juillet 2010 a fait l’objet de plusieurs recours, notamment celui déposé en 2013 auprès du Conseil d'État par l'association Sauvons le climat, au motif que la méthode de calcul des consommations énergétiques désavantageait le chauffage électrique
Un arrêt du 7 novembre 2012 du Conseil d'État, a confirmé la légalité du décret installant la RT 2012, mais un recours (émis par des représentants de l'industrie du chauffage électrique et d'équipement ménager) a conduit le Conseil d'État (le 24 avril 2013) à annuler l'arrêté précisant la méthode de calcul (pour un vice de procédure : il y manquait la signature du ministre de l’industrie qui était aussi chargé de l’énergie).
À la suite de la décision du Conseil d’État, le nouvel arrêté méthode a été signé le 30 avril 2013 et est entré en vigueur le 24 juillet 2013, assurant ainsi la continuité dans l’application de la RT 2012. Le champ général d'application de la RT 2012 :
- porte sur les bâtiments résidentiels ou non résidentiels, neufs ;
- à partir du calcul de la consommation de chauffage, d'eau chaude sanitaire (ECS), d'éclairage, de refroidissement et des auxiliaires de chauffage, de refroidissement ou de ventilation ;
- selon des exigences calées sur le précédent label de performance BBC-Effinergie RT2005.

La RT 2012 continue à imposer des contraintes sur :
- la ventilation qui doit être performante ;
- les ponts thermiques ;
- la perméabilité à l'air ;
- la surface des baies, portes et fenêtres.

Tous bâtiments neufs ou parties nouvelles de bâtiment (hors exception) ayant fait l'objet d'une demande de permis de construire déposée après le 1er janvier 2013, hors constructions temporaires destinées à servir moins de deux ans. La RT 2012 n'est en revanche pas applicable :
- aux constructions provisoires prévues pour une durée d'utilisation inférieure à deux ans ;
- aux bâtiments et parties de bâtiment dont la température normale d'utilisation est inférieure ou égale à 12 °C ;
- aux bâtiments ou parties de bâtiment destinés à rester ouverts sur l’extérieur en fonctionnement habituel ;
- aux bâtiments ou parties de bâtiment qui, en raison de contraintes spécifiques liées à leur usage, doivent garantir des conditions particulières de température, d’hygrométrie ou de qualité de l'air, et nécessitant de fait des règles particulières ;
- aux bâtiments ou parties de bâtiment chauffés ou refroidis pour un usage spécifique à un procédé industriel ;
- aux bâtiments agricoles et d'élevage ;
- aux bâtiments situés dans les départements d'outre-mer.

Fiche d'application sur le site du gouvernement (comment identifier l’usage d’un bâtiment et l’exigence associée ?). Dans la pratique, le CSTB édite le moteur de calcul officiel. Les éditeurs de logiciels ou les bureaux d'études thermiques réalisent alors une interface d'utilisation, et doivent recevoir une évaluation du CSTB pour que leur logiciel soit valable pour réaliser ce type de calcul.

### Enjeux techniques

#### Élimination des ponts thermiques
L’un des points importants de la RT 2012 est de garantir une enveloppe isolante performante afin de limiter les besoins en énergie des bâtiments. Cela implique le traitement des ponts thermiques. Avec l’amélioration de l’étanchéité et de l’isolation thermique des bâtiments, les ponts thermiques représentent 30 à 40 % des déperditions thermiques totales d’un bâtiment. Il est donc primordial de les traiter.
Un pont thermique est une zone ponctuelle ou linéaire qui, dans l’enveloppe d’un bâtiment, présente une variation de résistance thermique. Il s’agit d’un point de la construction où la barrière isolante est rompue ou diminuée.
À cause de cette diminution de l’isolant, la température à la surface de la paroi peut être nettement inférieure à celle de l’air ambiant. Cette baisse de la température de surface peut être accentuée si des défauts d'étanchéité à l'air sont également présents. Cette différence de température peut créer de la condensation sur ces parois froides et on peut observer l’apparition de moisissures due à cette condensation à l’intérieur des locaux. Avec la RT 2012, les constructions sont devenues plus étanches à l’air, ce qui, associé à l'obligation de traiter les ponts thermiques, permet de diminuer le risque de désordre telles que les moisissures dans le bâtiment, tout en limitant les consommations énergétiques..

ponts thermiques
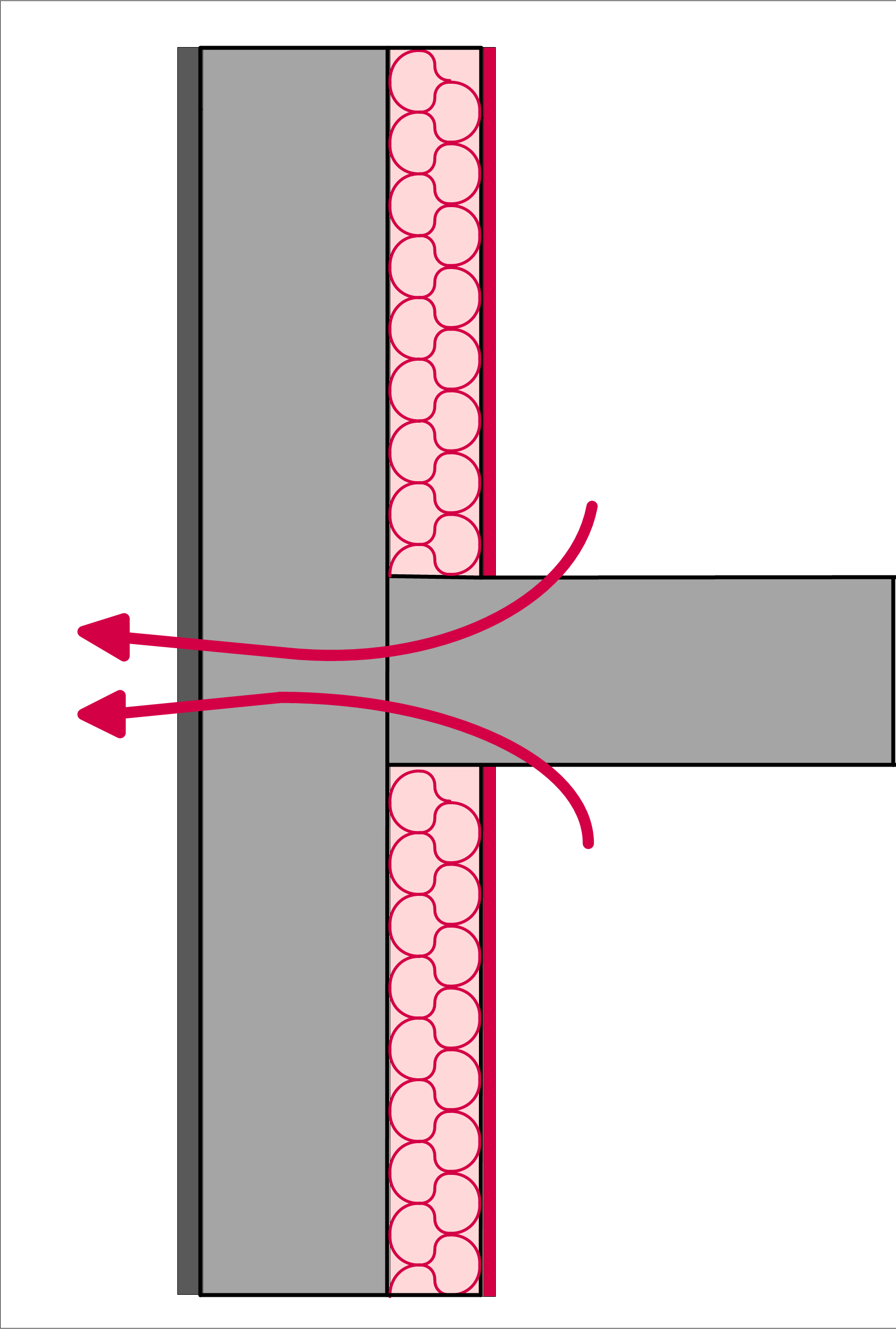
Pont thermique.
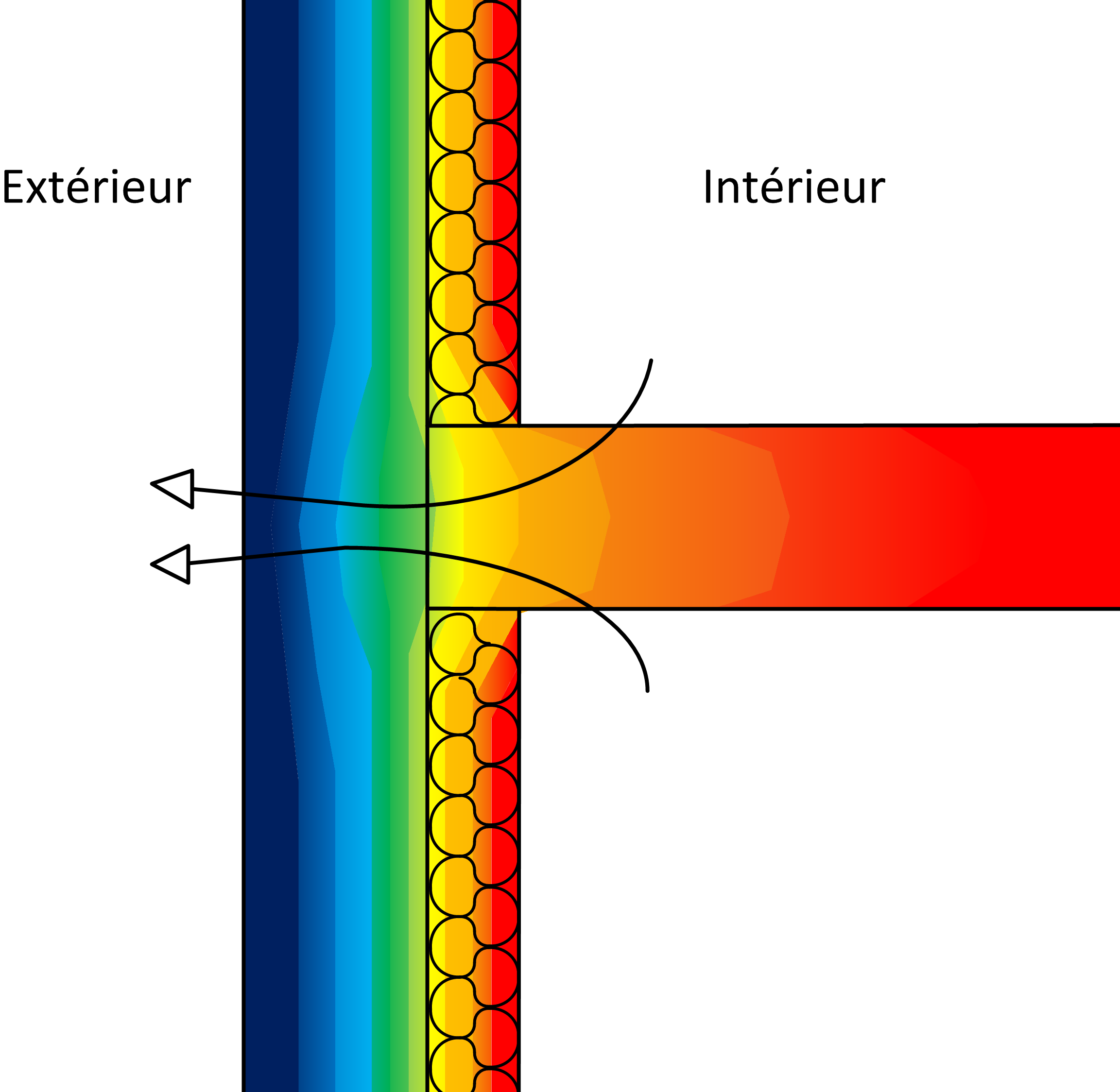
Distribution des températures au niveau d'un pont thermique.

Pour traiter les ponts thermiques il existe des techniques suivant le type d’isolation.
Isolation thermique intérieurel’un des moyens est la pose de  rupteurs de ponts thermiques entre les jonctions dalle/mur extérieur, dalle/balcon et mur de refend/mur extérieur. Il s’agit d’un dispositif structurel permettant d’offrir une complète isolation à une structure. Il est composé d’un boitier isolant et de barres en acier qui reprennent les sollicitations de la structure. Un autre moyen est l'utilisation de béton léger structurel, plus isolant qu'un béton classique, pour la réalisation des façades.
Isolation thermique extérieureconsiste à couvrir l’ensemble du bâtiment d'une enveloppe isolante qui permet de diminuer fortement les ponts thermiques dus aux planchers intermédiaires.

#### Étanchéité à l'air des bâtiments
L'obligation de mesurer l'étanchéité à l'air des bâtiments neufs en résidentiel et de respecter des seuils maximums de fuite a représenté un progrès majeur apporté par la RT 2012. L'étanchéité étant dépendante de la qualité de mise en œuvre et de la gestion des interfaces métiers, cela a modifié les pratiques en engendrant une montée en compétence des entreprises du bâtiment.
L'étanchéité à l'air est mesurée par un test d'infiltrométrie qui doit être réalisé par un opérateur autorisé par le ministère chargé de la construction. L'indicateur mesuré est le Q4Pa-surf, qui indique le débit de fuite à la pression différentielle de 4 pascals divisé par la somme des surfaces de parois froides hors plancher bas (appelé ATbât). Les valeurs à respecter sont :
- Q4Pa-surf ≤ 0,60 m3/h m2⇒ maison individuelle
- Q4Pa-surf ≤ 1 m3/h m2 ⇒ bâtiment de logements collectifs[67]

Il est également possible d'opter pour une démarche certifiée de qualité de l'étanchéité à l'air du bâtiment, le test d'étanchéité à l'air n'est alors plus systématique, la qualité étant contrôlée globalement par l'organisme certificateur.

#### Recours aux énergies renouvelables
Dans le but de répondre à l'objectif des 20 % d'énergie renouvelable d'ici 2020, ainsi que de diminuer la production de gaz à effet de serre, la RT 2012 impose l'utilisation d'au moins une énergie dite renouvelable pour la construction de la maison particulière. Il peut s'agir :
- du raccordement à un réseau de chaleur alimenté à plus de 50 % par des énergies renouvelables,
- de capteurs solaires thermiques pour la production d’eau chaude sanitaire,
- de panneaux photovoltaïques pour la production d’électricité,
- de l'utilisation de pompes à chaleur en chauffage ou eau chaude sanitaire (chauffe-eau thermodynamique),
- de chaudière ou poêle à bois,
- de chaudière à micro-cogénération.

Afin de répondre à ces contraintes, des entreprises ont imaginé des solutions alternatives permettant de développer les énergies renouvelables tout en améliorant les performances énergétiques et environnementales des équipements existants de chauffage et de production d’eau chaude sanitaire.
Parmi ces solutions de chauffage hybrides couplant gaz et énergies renouvelables commercialisés aujourd’hui en France, la chaudière à condensation gaz, couplée à un chauffe-eau solaire permet de satisfaire aux exigences de la RT 2012.
La pompe à chaleur gaz à absorption, associant énergies renouvelables et gaz avec un rendement de 140 % sur énergie primaire, est aujourd’hui déployée dans le logement collectif et le tertiaire[réf. nécessaire]. Dans les prochaines années, elle s’étendra au logement individuel[réf. souhaitée].
La cogénération par pile à combustible couplant localement production de chaleur et d’électricité bénéficie d’un haut rendement global pouvant atteindre 175 %, qui permettra de gagner 20 à 30 % dans les prochaines années. À travers son projet d’envergure « ene.field », la Commission européenne souhaite expérimenter à grande échelle la micro-cogénération, au sein de 11 États-membres en installant 1 000 systèmes d’ici 2016. D’après une étude de Roland Berger Strategy Consultants réalisée en 2015, le marché européen pourrait atteindre plus de 800 000 piles à combustible en 2050, soit 40 % du marché des équipements de chauffage.
En France, une dizaine de fabricants d’équipements de chauffage ont lancé des expérimentations de piles à combustibles hautes et basses températures sur une vingtaine de sites dans ou en dehors du projet ene.field. Certaines sont réalisées en collaboration avec GRDF et l’ADEME. D’ici trois ans, ces entreprises souhaitent proposer ce système trois en un à tous les particuliers, leur permettant ainsi d’alimenter leur maison en eau chaude, chauffage et électricité à partir de gaz naturel.
Les solutions les plus retenues pour répondre à ces exigences sont les pompes à chaleurs, le bois et le solaire.

#### Enjeux sanitaires
Le couplage avec l'utilisation d'écomatériaux et d'une écoconception architecturale et urbanistique prenant en compte la santé environnementale pourrait permettre d'améliorer la qualité de l'air intérieur, d'autant que la haute performance énergétique implique souvent une étanchéité de l'espace intérieur à l'air. Selon Uniclima (syndicat des industries thermiques) la RT 2012 n'est pas assez efficace de ce point de vue : les émissions de particules fines, de composés organiques volatils, de formaldéhyde, enjeu de santé publique sont encore insuffisamment traités, notamment dans les espaces accueillant des personnes vulnérables tels que les malades en état de dépression immunitaire et/ou vulnérables aux infections nosocomiales) ou les enfants (crèches, écoles...). la surveillance de la qualité de l’air devient obligatoire dans certains lieux clos ouverts au public ).
Le décret 2011-1728 du 2 décembre 2011 relatif à la surveillance de la qualité de l’air intérieur dans certains établissements recevant du public prévoit la mise en œuvre de cette surveillance : pour les établissements d’accueil collectif d’enfants de moins de six ans (9 000 environ) et les écoles maternelles (17 000 environ), elle devait être effective avant le 1er janvier 2015. Cette obligation a cependant été annulée dans un communiqué du ministère de l'écologie du 24 septembre 2014, au profit d'un guide des bonnes pratiques.
La localisation des prises d'air, la qualité et le nettoyage des échangeurs thermiques, des conduites, des filtres et des bouches et diffuseurs terminaux sont des facteurs à prendre en compte par les architectes.

## RE 2020: réglementation en vigueur
La réglementation environnementale 2020 a pour sigle « RE 2020 », qui remplace le terme « thermique » par « environnement ».
La RE 2020 introduit une innovation majeure : elle ne contrôle plus seulement la consommation énergétique des bâtiments neufs, mais aussi leur bilan carbone, en incluant l'analyse du cycle de vie des matériaux et équipements employés. Issus d'une concertation et d'un label experimental depuis 2016, les changements sont considérables, ce qui suscite d'intenses discussions. En particulier, alors que la RT 2012 ne pénalisait pas le gaz, la RE 2020 favorise l'électricité afin de réduire les émissions de CO2 dues aux chaudières au fioul ou au gaz. Elle est composée de 6 indicateurs que l'on peut classer en 3 catégories : énegie, carbone et confort.

## Labellisation des bâtiments HPE et BBC
La plupart de ces exigences étaient déjà prises en compte dans la délivrance des labels officiels existants. Ceux-ci seront probablement à nouveau réévalués pour rester au-dessus des exigences réglementaires courantes :
- haute performance énergétique
- bâtiment basse consommation.

## Évaluations et critiques

### Rapport de l’OPECST sur la performance énergétique des bâtiments
L'Office parlementaire d'évaluation des choix scientifiques et technologiques (OPECST) mettait en évidence un débat sous influence, dans son rapport 2009 sur la performance énergétique des bâtiments. Une « guerre des Trois » impliquant certains courants écologistes, qui s'introduisent dans le débat de la réglementation thermique des bâtiments contre l'électricité, en favorisant l'utilisation du gaz naturel, indirectement contre le nucléaire civil, très souvent sans avantages aux énergies renouvelables et avec des effets à terme contre-productifs sur l'environnement. Ainsi, après l'introduction de la RT 2012, la part de chauffage au gaz dans les logements collectifs neufs est passée de 33,5 % en 2009 à 67,1 % en 2013
Selon un rapport de 2014 de l'OPECST qui prépare notamment une « future loi sur la transition énergétique », la réglementation thermique actuelle est parfois un frein à l'innovation, notamment quand cette réglementation est instable (ce qui a été le cas avec les « fluctuations de la réglementation sur les substances ignifugeantes autorisées » pour la ouate de cellulose), ou quand elle rend difficile de « faire reconnaître en France les évaluations techniques effectuées ailleurs en Europe », ou encore quand il s'agit en France de « faire reconnaître par les dispositifs d'aide les labels européens exigeants, comme Passivhaus ou Minergie P ». Ce rapport propose une analyse de la situation française et plusieurs pistes d'amélioration.
Il faut cependant moduler ces quelques conclusions du rapport de l'OPECST car d'une part, un processus d'intégration dans la réglementation de produits, systèmes ou matériaux innovants est mis en place depuis de nombreuses années et fonctionne à la demande (Commission titre V), et d'autre part, il existe en France des labels aussi, voire plus, exigeants que les labels allemand ou suisse (et non européens) mieux adaptés aux savoir-faire, au marché et aux coûts de construction français : les labels Effinergie + et BEPOS-Effinergie.[réf. nécessaire]
En outre, la préparation de la future RT 2020 ne répond ni aux objections de l'OPECST dans son rapport de 2009, impliquant certains courants écologistes, qui s'introduisent dans le débat de la réglementation thermique des bâtiments contre l'électricité, ni à celles de l'Académie des technologies de 2014.

### Avis de l’Académie des technologies
L’Académie des technologies, dans un avis intitulé « La réglementation thermique 2012, la future réglementation bâtiment responsable 2020 et le climat », voté en novembre 2014, recommande de faire évoluer la réglementation thermique en fonction des conséquences économiques pour le consommateur final et des critères climatiques or les statistiques des modes de chauffage de la construction neuve montrent que la RT 2012 accentue paradoxalement la pénalisation de l’électricité produite sur notre sol au bénéfice du gaz fossile importé.
En effet, le choix d’un coefficient d’équivalence élevé désavantage le vecteur électrique par rapport au vecteur gaz, tant pour l’électricité nucléaire que pour l’électricité produite par les énergies renouvelables (hydroélectricité, éolien, solaire…), peu ou pas émettrices de gaz à effet de serre (GES).
L’Académie des technologies recommande de fonder la réglementation sur l’énergie effectivement reçue au compteur par le consommateur (énergie finale) et payée, plutôt que sur une énergie primaire calculée théoriquement et dont le consommateur ignore si elle est produite à partir de charbon, du gaz, de l’eau, du combustible nucléaire, etc..

### Analyse Coénove de la RT 2012
En septembre 2015, l'association professionnelle Coénove publie une analyse de l'impact de la RT 2012 dans le logement neuf, qui montre que les usages « non réglementés » (cuisson, électro-ménager, audiovisuel, multimédia…) pèsent désormais plus dans la consommation d’énergie que les cinq usages « réglementés » (chauffage, eau chaude sanitaire, refroidissement, éclairage, auxiliaires) et que, dans un périmètre limité aux cinq usages de la réglementation thermique, l’électricité représente 51 % de l’énergie consommée. Dans une approche « tous usages », la consommation d’énergie des logements est constituée à 75 % d’électricité, du fait notamment du poids croissant des usages spécifiques de l’électricité (cuisson, électro-ménager, audiovisuel et informatique), à 19 % de gaz naturel et à 6 % de bois, fioul ou réseau de chaleur (2 % chacun). L’utilisation complémentaire des énergies est une réussite de la RT 2012, car elle a permis le déploiement des solutions hybrides, l’essor des couplages gaz/ENR ou électricité/ENR pour certains usages, qui devraient largement contribuer à la baisse de la consommation d’énergie, et donc de l’émission de gaz à effet de serre, sans oublier la limitation des pointes électriques d’hiver, fortement émettrices de CO2.